# Ary Barroso

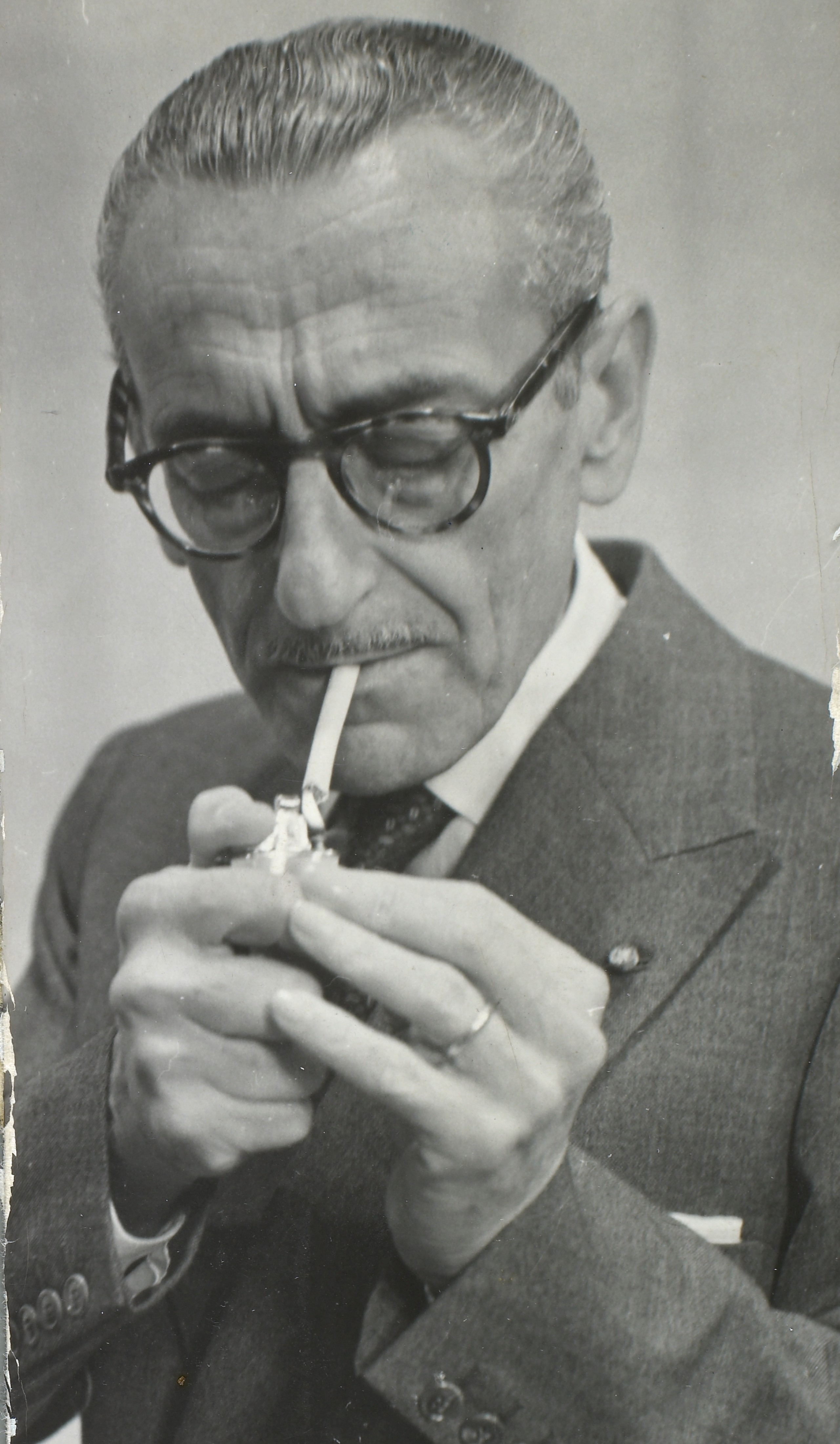
Ary Barroso, 1963

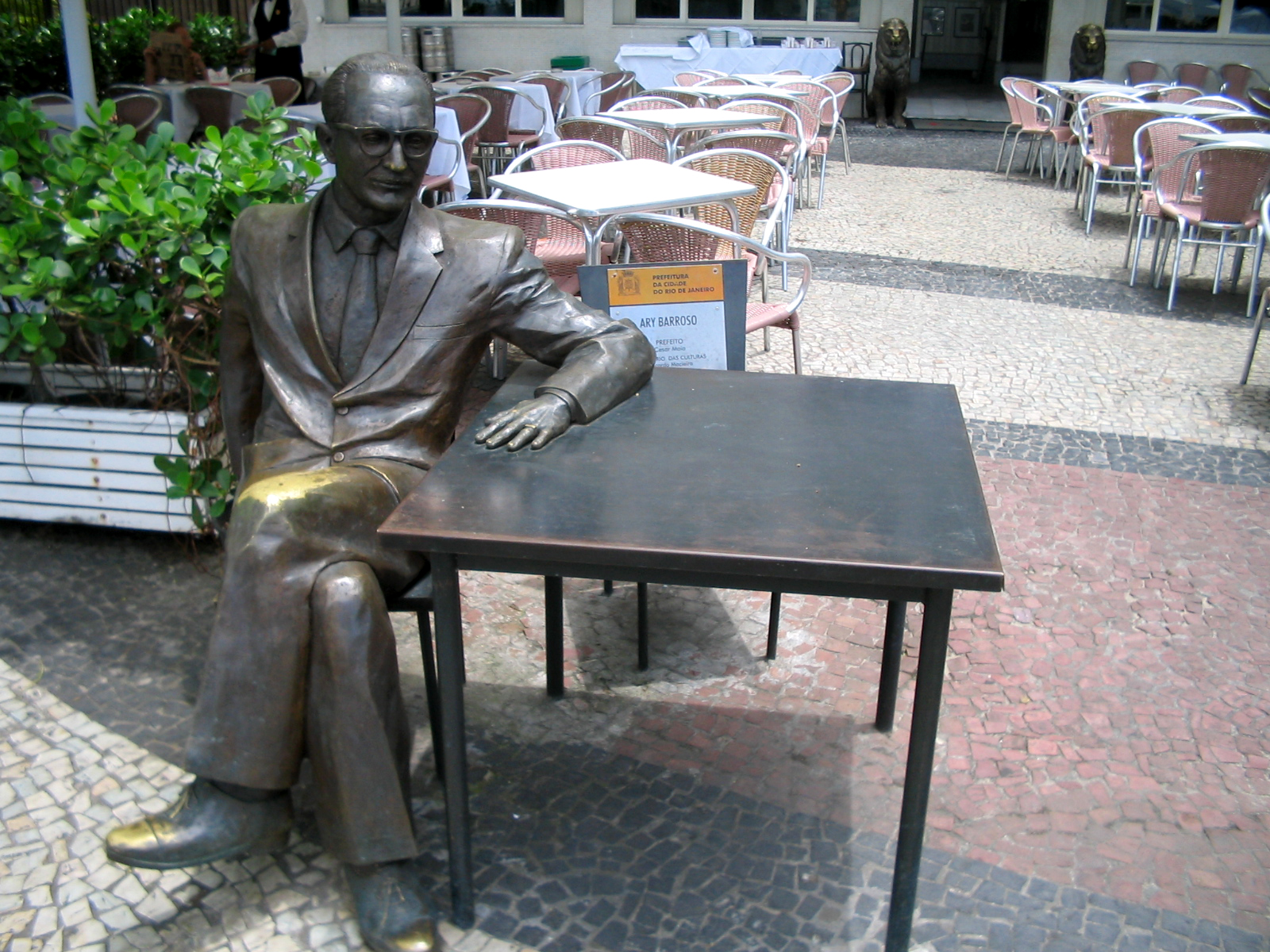
Skulptur von Ary Barroso in Leme (Rio de Janeiro)

Ary Evangelista de Resende Barroso (* 7. November 1903 in Ubá, Minas Gerais; † 9. Februar 1964 in Rio de Janeiro) war Jurist, Sportreporter und einer der populärsten brasilianischen Samba-Komponisten der 1930er- und 1940er-Jahre.

## Leben
Barrosos Eltern starben als er 8 Jahre alt war, und er wurde von seiner religiösen Großmutter adoptiert. Er studierte klassisches Piano und spielte als junger Mann in Tanzorchestern in Rio de Janeiro. Um Geld für seine Heirat zu verdienen, komponierte er das Lied „Dá Nela“ und bewarb sich damit bei dem Liederfestival zum Karneval 1930 in Rio, welches von der Plattenfirma Casa Edison veranstaltet wurde. Das Lied gewann den ersten Preis und Barroso heiratete daraufhin seine Verlobte Ivone Belfort de Arantes. Im selben Jahr schloss er auch sein Jura-Studium ab.
Anfang der 1930er wurde er ein regelmäßiger Komponist für Karneval-Märsche und -Sambas, die er beim Musikverlag Carlos Wehrs publizierte. Er schrieb 246 Sambas und Balladen, einige davon speziell für die Sängerin Carmen Miranda. Seine Kompositionen begründeten das Subgenre des Samba-Exaltação, einer patriotisch-überhöhenden Variante der Samba, die im Gegensatz zum Samba-Malandro der Rotlichtbezirke und des Müßigganges von der Vargas-Diktatur gefördert wurde.
1934 fing er beim Radiosender Cruzeiro do Sul als Moderator der Castingshow Hora dos Calouros („Stunde der Neulinge“) an. 1935 begann er als Sportreporter, zunächst bei Pferderennen, dann für Fußball. 1938 wechselte er zu Radio Tupi, wo er als Humorist, Kolumnist, Schauspieler und Sportreporter tätig war. Als Sportreporter wurde er nicht nur durch seine Redegewandtheit berühmt, sondern auch, weil er die Spiele seines Lieblingsvereins Flamengo mit unerhörter Parteinahme kommentierte.
1939 komponierte Barroso seinen bekanntesten Titel „Aquarela do Brasil“, das in der verkürzten Form als „Brazil“ weltberühmt wurde und zahllose vokale und instrumentale Interpretationen erlebte. Walt Disney hörte das Lied bei einem Besuch in Brasilien 1941 und entschloss sich, den Titel in dem Trickfilm Saludos Amigos (Drei Caballeros im Sambafieber, 1942) einzubauen. Prompt brachte er Barroso 1944 eine Oscar-Nominierung ein. Eine weitere Oscarnominierung erfolgte 1945 für den Song Rio de Janeiro aus dem Film Brasilianische Serenade.
Barroso ging 1944 nach Hollywood und lieferte Disney weiteres Musikmaterial, unter anderem den Titel „Baía“ (auch „Bahia“, original: Na Baixa do Sapateiro) und „Os Quindins de Yayá“ für den Trickfilm The Three Caballeros (Drei Caballeros, 1944) (von Carmen Mirandas jüngeren Schwester Aurora Miranda gesungen). Auch dieser Titel wurde für einen Oscar nominiert und von vielen Musikern interpretiert.
1946 wurde er zum Stadtrat von Rio de Janeiro ernannt. 1955 zeichnete ihn Präsident Café Filho mit dem nationalen Verdienstorden aus.
Barroso starb am Karnevalssonntag 1964 an Leberzirrhose.

## Diskografie
- Brazil (Aquarela Do Brasil) Compositions 1930–1942 bei Discogs